# پاسکال مالبو
پاسکال مالبو (انگلیسی: Pascal Malbeaux; ۱۶ ژوئیهٔ ۱۹۶۱ – ۸ ژوئن ۲۰۱۲) بازیکن فوتبال اهل فرانسه بود.
از باشگاه‌هایی که در آن بازی کرده‌است می‌توان به باشگاه فوتبال بوردو، باشگاه فوتبال لو آور، باشگاه فوتبال والنسین، و مرکز آکادمی فوتبال کلیر فونتین اشاره کرد.